# Hofgärtner
Die Hofgärtner waren eine eigene Berufsgruppe an den fürstlichen Höfen bzw. beim reichsunmittelbaren Adel. Ihre Fähigkeiten vereinten im Idealfall die des Gärtners und des heutigen Landschaftsarchitekten.

## Berufsbild und Geschichte
Der im 18. Jahrhundert entstandene Begriff bezeichnet den Leiter eines Gartenreviers, das sich in Eigentum des Kaisers oder eines reichsunmittelbaren Adligen (vom Reichsgrafen aufwärts) befand. Die Hofgärtner grenzten sich ähnlich wie eine Zunft gegenüber anderen Gärtnern ab. Oft konnte der Sohn die Stelle vom Vater übernehmen, so bildeten sich Hofgärtner-Dynastien wie die der Familien Sello und Lenné.

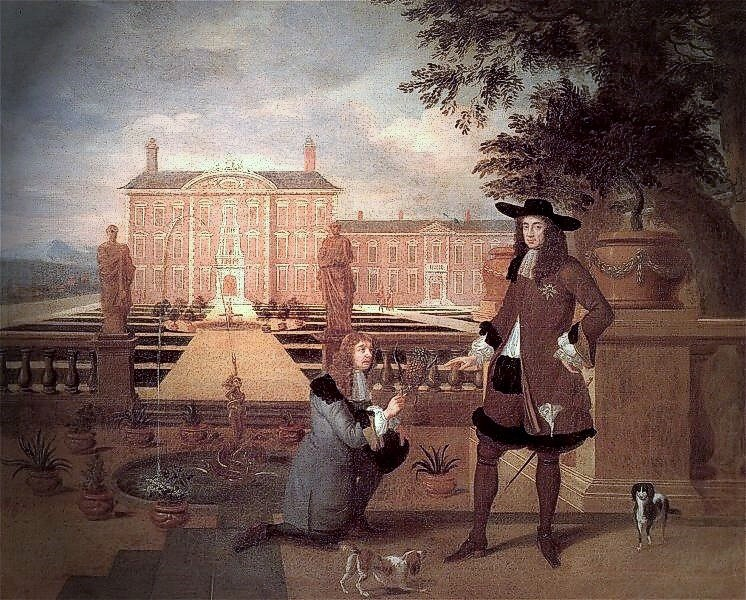
Der englische König Charles II. empfängt eine Ananas als Geschenk vom Königlichen Gärtner John Rose. Das Gemälde wird Hendrick Danckerts zugeschrieben, 1675.

Zur Ausbildung der Hofgärtner gehörten unter anderem Bildungsreisen zu den zur jeweiligen Zeit als besonders aktuell oder wichtig angesehenen Gartenanlagen im In- und Ausland. Bis zur Einrichtung der Gärtnerlehranstalten im 19. Jahrhundert waren solche Bildungsreisen für eine gute Ausbildung der Hofgärtner unerlässlich.
Zu ihren Aufgaben gehörten Anlage und Unterhaltung der Gärten, besonders die Produktion von Obst und Gemüse für den Hof. Oft übernahmen sie auch den Entwurf von Neuanlagen oder Umgestaltungen.
Hofgärtner sind nicht zu verwechseln mit Gartendirektoren, Obergärtnern, Gartengesellen, Gartenknechten und Gartenarbeitern, die unter ihrer Leitung die praktische Arbeit machten.
Die leitenden Hofgärtner wohnten in der Regel direkt in den betreuten Gärten in einem eigenen, vom Hofarchitekten erbauten, und gehoben möblierten Hofgärtnerhaus. Manche enthielten Gästewohnungen, andere entwickelten sich geradezu zu einem gesellschaftlichen Treffpunkt. Hofgärtner hatten in der Regel Dienstpersonal, manchmal auch für ihre Reisen eine Kutsche zur Verfügung. Teilweise hatten sie bei besonderen Anliegen auch direkten Zugang zum König bzw. Fürsten. Dies zeigt die herausgehobene Stellung dieser leitenden Gärtner (und nicht zuletzt auch die Stellung der Gartenkunst insgesamt).
Die Hofgärtner mussten allerdings auch ständig zur Stelle sein, um die Wünsche des Dienstherrn umgehend zu erfüllen.

### Preußen
Für Preußen ist das Hofgärtnerwesen besonders gut erforscht. Preußens Herrscher holten sich die besten Gärtner und kreativen Köpfe der Garten- und Landschaftsgestalter gern von überall her, und es entstand eine vielstufige Verwaltung. Friedrich Wilhelm II. gründete 1787 in Potsdam – in Entsprechung zum Oberhofbauamt in Berlin – eine Garteninspektion. Ein Oberhofbaurat erstellte für die jeweiligen Gartenreviere Pläne und den zugehörigen Etat, der vom König genehmigt werden musste. 1798 wandelte Friedrich Wilhelm III. die Garteninspektion in eine Gartendirektion um und unterstellte sie dem Hofmarschallamt in Berlin. Der jeweilige Hofmarschall war nun als Gartenintendant für die Verwaltung der Gärten zuständig. Ihm unterstand der Gartendirektor als Vorgesetzter der Hofgärtner mit ihren Revieren (z. B. in Potsdam, Berlin, Rheinsberg, Kassel-Wilhelmshöhe und Königsberg).

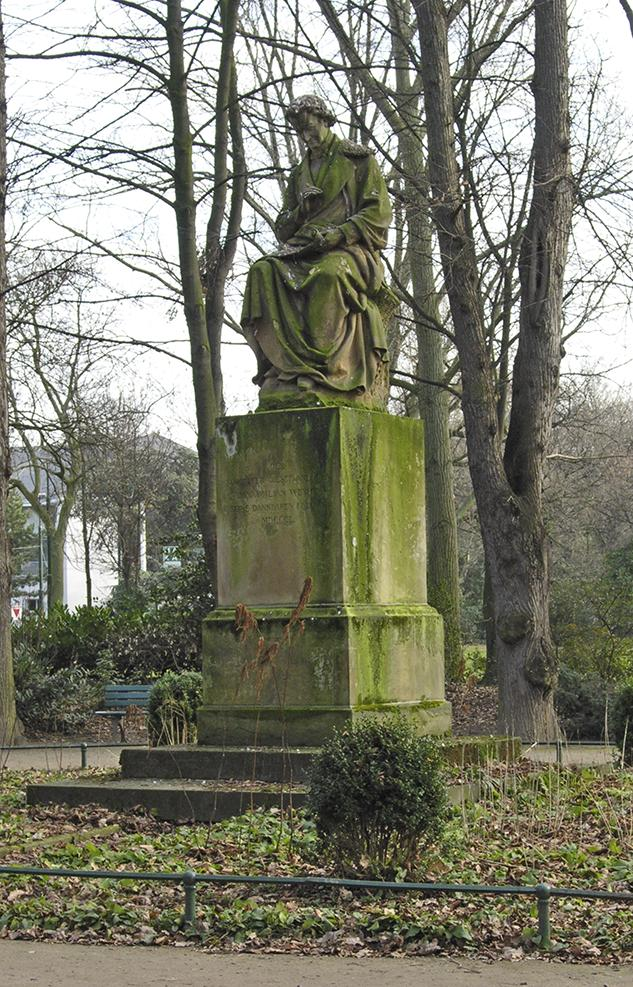
Denkmal für Maximilian Friedrich Weyhe im Hofgarten Düsseldorf

Mit dem Ende der Monarchie gingen die Schlösser in staatlichen Besitz über, und die Nachfolgebehörde des Hofmarschallamtes wurde 1920 die Krongutsverwaltung, die 1927 in die Verwaltung der Staatlichen Schlösser und Gärten überging. Die Leiter der Gartenreviere wurden nun Garteninspektoren bzw. Gartenoberinspektoren genannt.

## Bedeutende Hofgärtner-Dynastien

### Bayern
- Effner (Öffner)

### Preußen
- Fintelmann
- Lenné
- Nietner
- Sello

### Sachsen
- John
- Seidel
- Terscheck

### Sonstige
- Franz Boos (Belvedere/Schönbrunn, Wien) und andere
- Köllner (Saarbrücken)
- Mollet (Paris, unter anderem Claude Mollet und André Mollet)
- Petri (Pfalz-Zweibrücken, Thüringen)
- Schnittspahn (Darmstadt, Dieburg)
- Schoch (Dessau-Wörlitz, unter anderem Johann Gottlieb Schoch)
- Sckell (Pfalz-Bayern, Thüringen, Hessen)

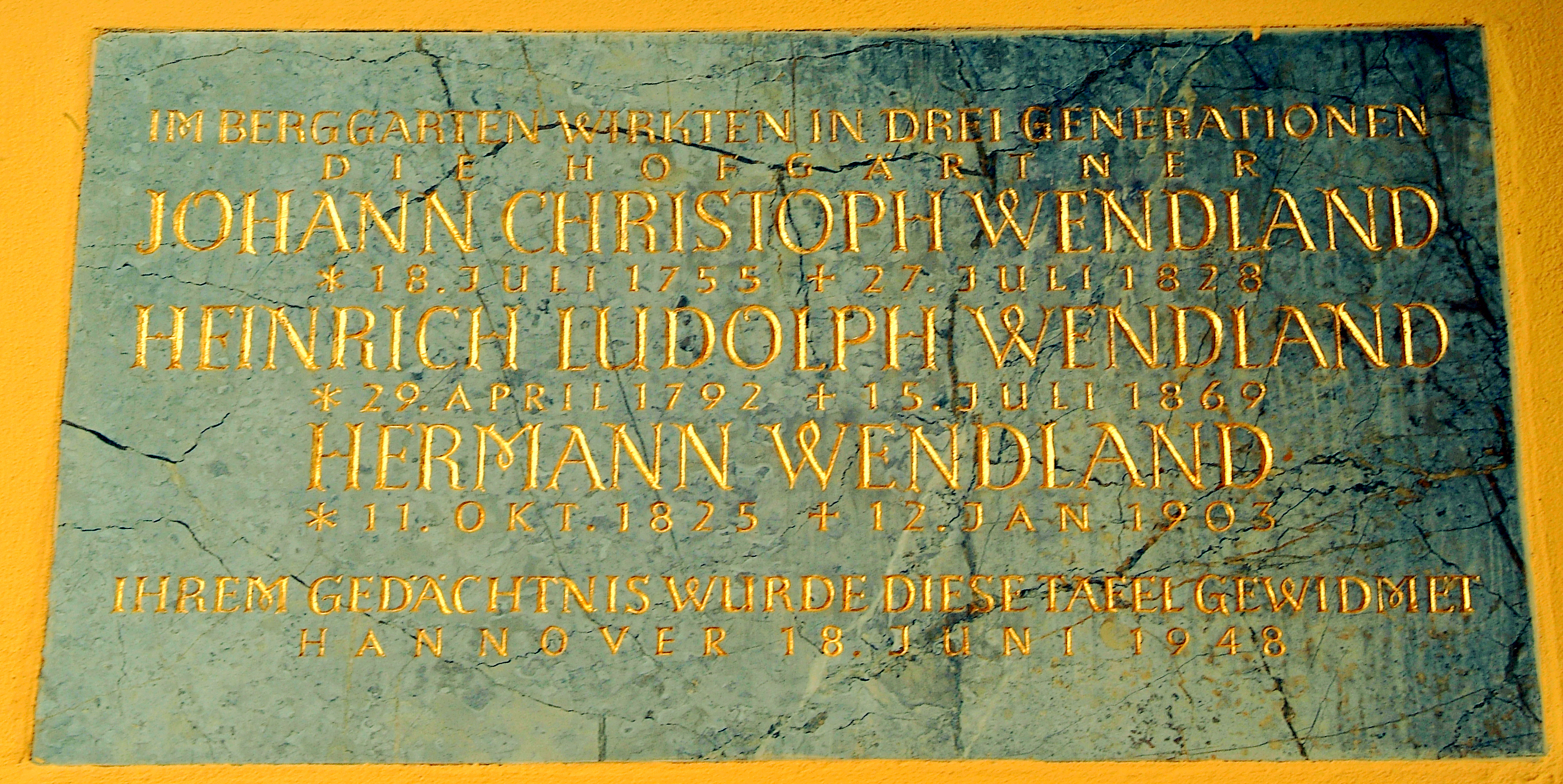
Gedenktafel für die Familien Wendland, 1948 angebracht am Bibliothekspavillon vor dem Berggarten

- Johann Christoph Wendland (1755–1828), sein Sohn Heinrich Ludolph Wendland (1792–1869) und der Enkel Hermann Wendland (1825–1903) – alle in Herrenhausen
- Josef Clemens Weyhe (1749–1813), Onkel von Peter Joseph Lenné, sein Sohn Maximilian Friedrich Weyhe (1775–1846) und dessen Sohn Joseph Clemens Weyhe (1807–1871), beide (Düsseldorf u. a.)

## Einzelne bedeutende Hofgärtner
- Wilhelm Christian Bischoff (1791–1881), München
- Christian Bode, Aschaffenburg
- Christian Ludwig Bosse und Julius Friedrich Wilhelm Bosse, Oldenburg
- Franz Anton Danreiter (1695–1760), Salzburg
- Mattias Diesel (1675–1752), Bayern, Salzburg
- Heinrich Christian Eckstein (1719–1796), 1765–1795 Hofgärtner am Neuen Palais in Sanssouci
- Jakob Friedrich Ehrhart (1742–1795), in Herrenhausen
- Carl von Effner (1831–1884), Oberhofgärtner Bayern u. a. Schloss Linderhof und Schloss Herrenchiemsee
- Johann Friedrich Eyserbeck (1734–1818), Hofgärtner in Anhalt-Dessau
- Johann August Eyserbeck (1762–1801), 1788–1801 Hofgärtner in Charlottenburg
- Johann Rudolph Eyserbeck (1765–1849), Hofgärtner in Molsdorf, ab 1814 Obergärtner in Gotha
- Martin Göttler, Dresden
- Martin Ludwig Heydert (1656–1728), 1686–1713 Hofgärtner und Planteur am Jagdschloss Glienicke
- Joachim Ludwig Heydert (1716–1794), 1759–1794 Hofgärtner im Lustgarten Potsdam
- Hermann Jäger (1815–1890), Eisenach und Wilhelmsthal
- Friedrich Ferdinand Gustav Jancke (1841–1888), 1870–1888 Hofgärtner in Monbijou und in Brühl
- Hans Oskar Jancke (1850–1920), 1884–1916 Hofgärtner in Bellevue
- Christoph Ferdinand Kindermann (1805–1865), 1837–1865 Hofgärtner im Park Babelsberg
- Otto Ferdinand Kindermann (1843–1917), 1865–1868 Hofgärtner i. V. und dann 1868–1898 Hofgärtner im Park Babelsberg
- Max Kolb (1829–1915), Bayern
- Johann Jacob Krutisch (1749–1817), 1773–1817 Hofgärtner in der Melonerie von Sanssouci
- Friedrich Dietrich Jacob Krutisch (1778–1833), 1817–1833 Hofgärtner in der Melonerie von Sanssouci
- André Le Nôtre, Versailles
- Johann Prokop Mayer, Würzburg
- Ludwig Mayer (1804–1876, gen. Louis), 1835–1876 Hofgärtner in Monbijou
- Otto Meermann (1863–1957), 1898–1918 Hofgärtner in der Melonerie von Sanssouci
- Gustav Meyer (1816–1877), Preußen
- Eduard Petzold, Weimar und Ettersberg
- Georg Wilhelm August Potente (1876–1945), 1909–1911 Hofgärtner in Charlottenburg und Monbijou, 1911–1920 Neues Palais und Charlottenhof, 1927–1938 Gartendirektor
- Jacob Heinrich Rehder, Muskau, Eutin
- Hermann Rudolph Reinecken (1846–1928), Greiz
- Adolf Reuter (1825–1901), 1868–1901 Hofgärtner in Charlottenhof und auf der Pfaueninsel
- Friedrich Leo von Rottenberger (1872–1938), österreichischer Hofgärtner
- Johann Royer (1574–1655), Fürstlich-Braunschweigischer Hofgärtner
- Joachim Arndt Saltzmann (1691–1771), 1729–1771 Hofgärtner im Lustgarten Charlottenburg
- Friedrich Zacharias Saltzmann (1731–1801), 1767–1801 Hofgärtner der Sanssouci-Terrassen
- Johann Zacharias Saltzmann (1777–1810), 1801–1810 Hofgärtner der Sanssouci-Terrassen
- Heinrich Wilhelm Schott
- Carl August Sckell (1793–1840), Hofgartenintendant, Bayern
- Friedrich Ludwig von Sckell (1750–1823), Hofgartenintendant, Bayern
- Mattias Sckell (1760–1816), Pfalz und Bayern
- Georg Steiner (1774–1834), 1801–1834 Hofgärtner in Charlottenburg
- Johann Georg Steinert (1740–1807), 1769–1786 Hofgärtner der Bananentreiberei (Pisangtreiberei) in Sanssouci, 1794–1807 HG im Lustgarten des Potsdamer Stadtschlosses. Später als Nachfolger von Johann August Eyserbeck Leiter der königlichen Gartenverwaltung Charlottenburg.

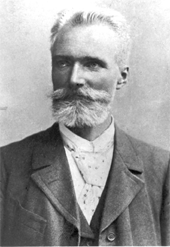
Johann Gottlieb Schoch
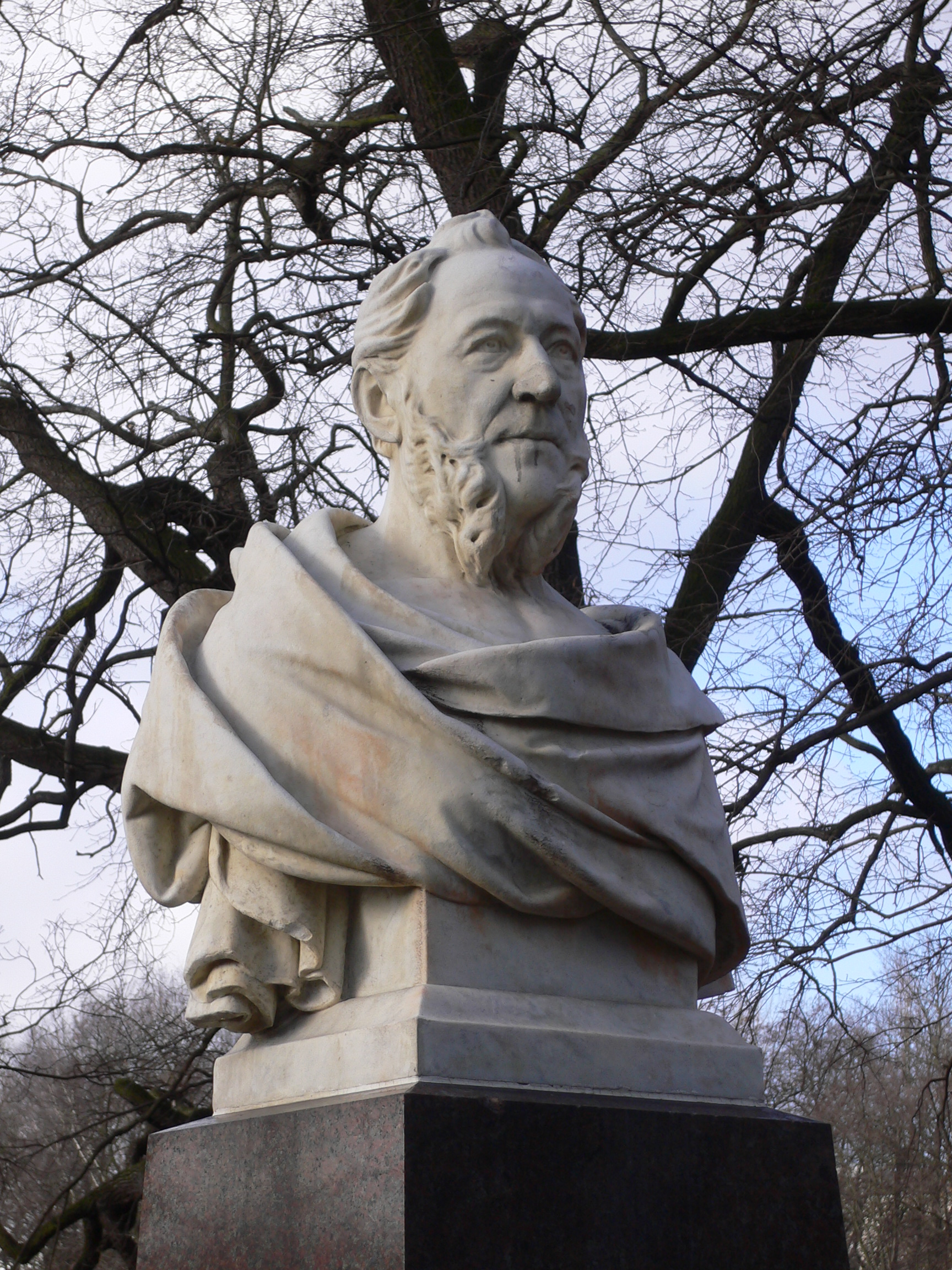
Büste von Gustav Meyer im Treptower Park
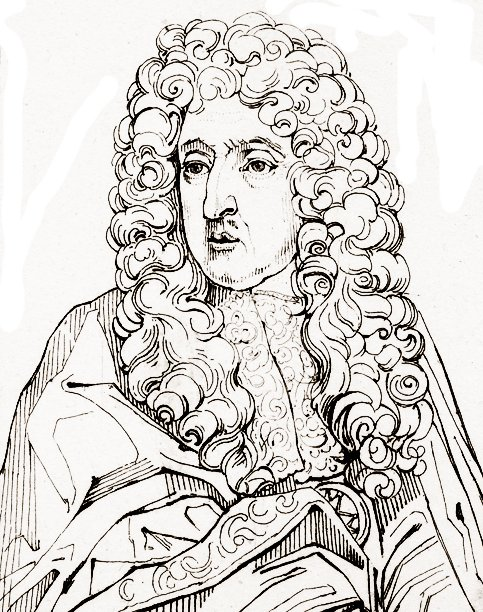
André Le Nôtre
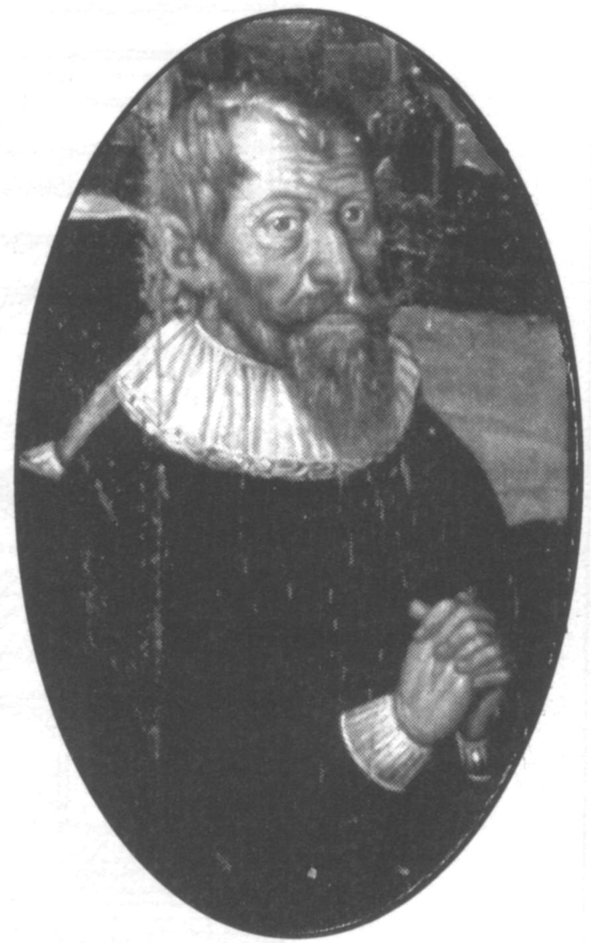
Johann Royer (1574–1655), fürstlich Braunschweigischer Hofgärtner

## Hofgärtnerhäuser

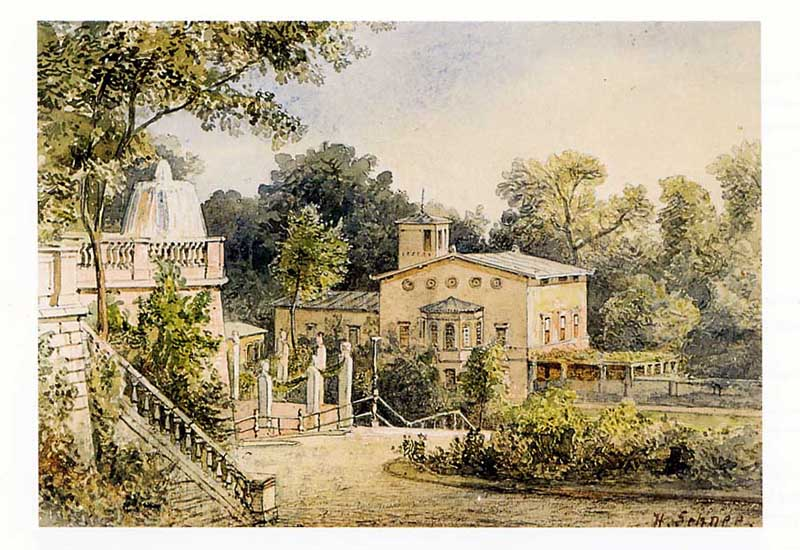
Das Hofgärtnerhaus in Potsdam-Sanssouci, erbaut für Hermann Sello von Ludwig Persius. Das Haus besaß eine eigene Gästewohnung, in dem viele prominente Besucher von Sanssouci weilten, z. B. Alexander von Humboldt. Andere Hofgärtnerhäuser, wie das in Düsseldorf, entwickelten sich geradezu zu einem gesellschaftlichen Treffpunkt.

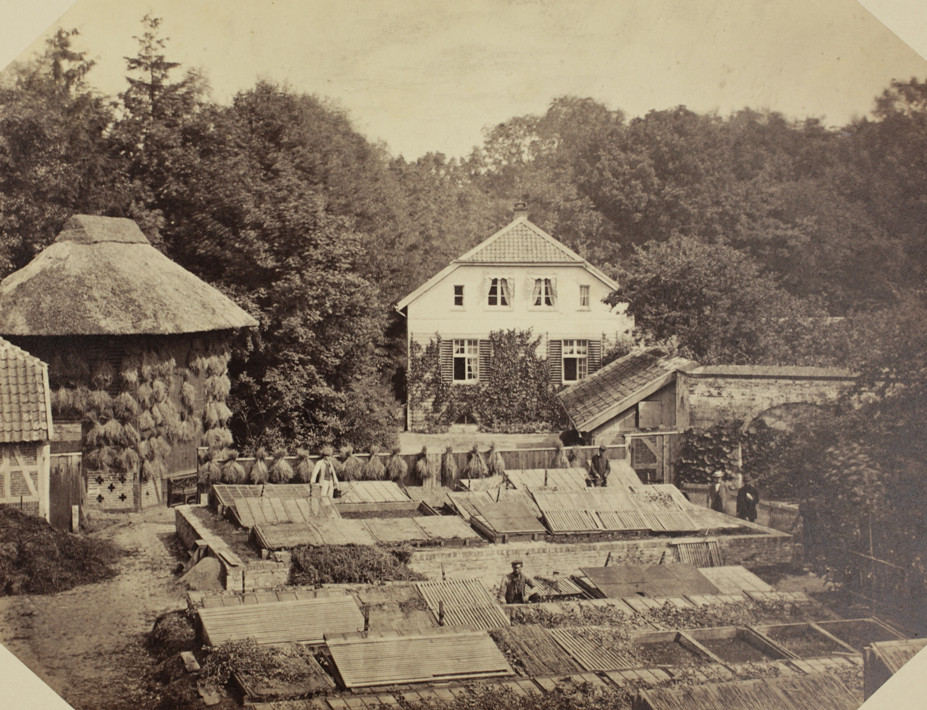
Hofgärtnerhaus in Oldenburg, Schlossgarten (1867)

Insbesondere Karl Friedrich Schinkel und Ludwig Persius entwarfen im 19. Jahrhundert Hofgärtnerhäuser nach dem Vorbild norditalienischer Pächterhöfe als Gebäudegruppen mit Turm und Anbauten, deren ausgewogene Anordnung einen malerischen Anblick bot.
- Handmannsche Meierei am Kuhtor: Hofgärtnerhaus in Sanssouci.
- Villa Sello: unterhalb der Großen Orangerie, 1841 von Persius für seinen Schwager Hermann Sello erbaut, 1912 umgesetzt.
- Römische Bäder: Hofgärtnerwohnung und Gehilfenhaus nahe Schloss Charlottenhof.
- Villa Illaire: Wohnhaus des Hofgärtners Voss aus dem 18. Jahrhundert, um 1845 nach Plänen von  Persius für den Kabinettsrat Illaire umgebaut.
- Hofgärtnerhaus im Park Babelsberg: von Johann Heinrich Strack als Landhaus im Cottage-Stil für Christoph Ferdinand Kindermann erbaut (im letzten Jahr seiner Amtszeit).

Am östlichen Ende der Gärten auf der berühmten Brühlschen Terrasse in Dresden wurde bereits vor 1761 ein Hofgärtnerhaus mit Orangerieflügel erbaut. Es brannte 1945 aus, wurde nach dem Krieg nach Entwurf von Heinrich Rettig als evangelisch-reformiertes Gemeindehaus wiederaufgebaut, 1999 rekonstruiert und darin ein Café eingerichtet.
Im Schlossgarten Arnstadt befindet sich das älteste Gärtnerhaus Thüringens.
Das Hofgärtnerhaus Düsseldorf wurde nach Plänen von Nicolas de Pigage errichtet.